# Гаріс Манчестер коледж (Оксфорд)
Гаріс Манчестер коледж — один з коледжів Оксфордського університету. Його офіційна назва — «Manchester Academy and Harris College». Він був заснований у 1786 році як Манчестерська Академія в Манчестері. Коледж переїхав з Манчестера у Йорк в 1803 році. Повернувся до Манчестера в 1840 році і почав асоціацію з Лондонським університетом. Коледж переїхав до Лондона в 1853 році. У 1889 році переїхав у Оксфорд, де збудовано новий кампус.
Коледж став повноправним коледжем університету в 1996 році. З того часу носить теперішню назву.
Манчестерський коледж допускає лише студентів, які мають щонайменш 21 рік.